# Bagong Alyansang Makabayan
Il Bagong Alyansang Makabayan (in italiano "Nuova Alleanza Patriottica"), noto anche come Bayan, è un partito politico filippino di sinistra.
La forza politica fu organizzata il 1º maggio 1985 da Leandro Alejandro e Lorenzo Tañada come alleanza di formazioni politiche di sinistra e vari attivisti di sinistra per contrastare l'amministrazione di Ferdinand Marcos. 
È un partito affiliato al Partito Comunista di Jose Maria Sison e al Fronte Democratico Nazionale.

## Risultati elettorali
| Anno           | Voti      | Seggi   | Status      | Note  |
| -------------- | --------- | ------- | ----------- | ----- |
| Politiche 2016 | 3 822 909 | 7 / 297 | Opposizione |       |
| Politiche 2019 | 2 236 155 | 6 / 305 | Opposizione | [ 2 ] |